# Ауд Хаконсдоттир
Ауд Хаконсдоттир — легендарная королева Швеции, в саге об Ингваре Путешественнике, супруга короля Эрика VI.
Ауд была дочерью норвежского ярла Хакона Могучего из Ладе и сестрой регента Эйрика Хаконссона. Точно неизвестно, когда она вышла замуж за короля Эрика, или когда она родилась и умерла. Предположительно, она вышла за него замуж после его брака со знаменитой Сигрид Гордой. Подтверждение этого брака не было найдено в сохранившихся официальных источниках. Существует мнение, что если она и существовала в действительности, она могла быть его любовницей или женой на краткий период в конце его жизни.